# Upplands runinskrifter 812
Upplands runinskrifter 812 är en vikingatida runsten av rödgrå granit vid Hjälsta kyrka, Hjälsta socken och Enköpings kommun. Runstenen är 1,35 meter hög och 0,85 meter bred.
Stenens ristning utgör slutet av en inskrift, vars början har stått på en annan sten. Vilken runsten det rör sig om är emellertid okänt. U 812 var tidigare inmurad i kyrkomuren men plockades ut och restes på sin nuvarande plats väster om kyrkan. Stenen är en så kallad Englandssten.

## Inskriften
Translitterering av runraden:
× faþur × sin × saʀ × uarþ × tauþr × o eg×loti ×
Normalisering till runsvenska:
faður sinn. Saʀ varð dauðr a Ænglandi.
Översättning till nusvenska:
... sin fader. Han blev död i England.